# 沃伊斯托姆
沃伊斯托姆是白俄羅斯的城鎮，位於首都明斯克西北112公里，距離斯莫爾貢19公里，由格羅德諾州負責管轄，海拔高度160至170米，2004年人口238，居民大多信奉天主教。